# Göta Tellesch
Göta Tellesch (* 1932 in Duisburg; † 2013 in Berlin) war eine deutsche Malerin, die freischaffend in Berlin lebte.

## Leben

### Werdegang
Göta Tellesch besuchte von 1953 bis 1954 die Schule für Kunst und Handwerk in Saarbrücken, bevor sie 1954 bei Georg Meistermann an der Städelschule in Frankfurt am Main ausgebildet wurde.
Von 1955 bis 1961 war sie an der Hochschule für bildende Künste in Berlin bei Karl Hartung und Hans Uhlmann, dessen Meisterschülerin sie wurde.
Sie hielt sich 1965, dank eines Stipendiums, in den USA auf.
1966 erhielt sie den Villa-Romana-Preis und war in Florenz; dort verarbeitete ihre Erfahrungen während des USA-Aufenthaltes.
1968 gründete sie, gemeinsam mit Gernot Bubenik, die Arbeitsgemeinschaft Spielumwelt in der im selben Jahr gegründeten Neuen Gesellschaft für Bildende Kunst in Berlin.
Von 1972 bis 1980 war sie in der Lehre tätig und erhielt anfangs projektbezogene Lehraufträge für visuelle Kommunikation im Fachbereich Architektur der Hochschule für Bildende Künste. Ab 1973 entwickelte sie dort neue, eigene Programme beziehungsweise Theorien und Methoden der Kreativität, unter anderem Methoden des dreidimensionalen Raumzeichnens und eine neue Entwurfsmethode, die sie als Semantische Topologie bezeichnete.
1985 erhielt sie von der Stiftung Kunstfonds ein Stipendium.

### Künstlerisches Wirken
Göta Tellesch machte die Farbe zum zentralen Thema ihrer Arbeit und experimentierte von 1957 bis 1961 mit Streifenbildern, indem sie die ursprünglich noch verschieden breiten Streifen auf gleiche Breiten reduzierte, um die Figur-Hintergrund-Problematik aus ihrer Malerei zu entfernen, dass den autonomen Charakter der Farbe beeinträchtigte; hierbei verwendete sie überwiegend ungebrochene spektrale Töne größtmöglicher Leuchtkraft.
Aus den Erfahrungen und den Versuchen mit Streifenbildern gleicher Breite entwickelte sie seit 1961 das visuelle Konzept der spektralen Farbübergänge. Von 1961 bis 1964 setzte sie zwei vertikal verlaufende Farbkontinuen übereinander. Die beiden tiefenräumlich auseinander strebenden Farbkontinuen dieser Bilder werden durch bestimmte, sich gegen überstehende Verknüpfungszonen gleicher Tiefenräumlichkeit zu einem einheitlich definierbaren Bildraum integriert, der insgesamt einen flächigeren Charakter hat als die Bilder der nachfolgenden Jahre.
Bereits 1964 malte sie jedoch einige tiefenräumlich wirkende Kontinuen mit vertikal verlaufenden Übergängen und durchbrach damit das Konzept der noch flächigen Bilder mit doppelten horizontalen Verläufen.
In Florenz entstanden 1966 Objekte mit plastisch gewellter Oberfläche, in der ein Volumen-Raum von einem mit ihm nicht identischen Farbraum überlagert wurde. Die Wahrnehmung oszillierte zunächst zwischen Farbraum und Volumenraum und erfand schließlich einen dritten Raum, der sich aus Raum durch Volumen und Raum durch Farbe bildete.
Bis 1968 malte sie ihre Verläufe mit dem Pinsel und seitdem mit der Spritzpistole.
Nach ihrem Aufenthalt in den USA wollte sie aus den Bildräumen hinausgehen; sie wollte Räume gestalten und etablieren, die ihren Ort im öffentlichen Bereich haben sollten. Die meisten dieser Konzepte konnte sie jedoch aus ökonomischen Gründen viele Jahre nicht verwirklichen. Sie versuchte im Rahmen von Auftragsvergaben für Kunst im öffentlichen Raum einige Konzepte zu entwickeln oder vorhandene anzubieten.
Seit 1976 entstanden mit Farbraumfenster Bilder auf gespannter Gaze, in der der materielle Charakter der Farbe auf ein Minimum reduziert wurde. Die Gazescreens wirkten fast wie mit farbigem Licht gemalt, ihnen ist ein luzides und für die Wahrnehmung bis in die weitesten Bildtiefen durchdringbares Farbklima eigen.
Sie erweiterte 1977 das visuelle Konzept der Farbraumfenster, indem sie vertikale und parallele Spiegel an den Rändern des Gazescreen anbrachte, die dazu führten, dass sich die horizontalen Farbstrahlen des Farbfeldes endlos vervielfältigten.
Sie realisierte 1982 ihre Vorstellungen, Rundumhorizonte und farbige Wirklichkeiten herzustellen. In ihrer Ausstellung Wahrnehmungsträume von 1981, die teilweise finanziert wurde, entwickelte sie einen Konzeptrahmen: Das Farbraumspektrum war ein künstlerisches Farblichtenvironment, das ein Ort der intensiven Farberfahrung für alle Besucher wurde. Es ermöglichte, mit dem ganzen Körper in Farbe zu sein, sodass der Körper zum Verbündeten der Imagination wurde.

## Mitgliedschaften
Seit 1967 war Göta Tellesch Mitglied des Deutschen Künstlerbunds.

## Kunst am Bau (Auswahl)
- 1968: Baukasten für Erwachsene;
- 1970 7 × 3 m großes Wandbild für die Freie Universität Berlin;
- 1970 mit der Arbeitsgemeinschaft Spielumwelt entwickelte sie den Spielclub Kulmerstraße in Berlin, ein einjähriges Modellobjekt für 7- bis 13-Jährige sowie zwei mehrtägige Großfeste für Kinder mit 400 und 180 Teilnehmern;
- 1973 Spielenvironment Spiellabyrinth Ackerstraße in Berlin für 3- bis 6-Jährige.

## Ausstellungen (Auswahl)
- 1968: Ausstellung des Deutschen Künstlerbunds in der Kunsthalle Nürnberg.[6]
- 1969: 1. Salon der Deutschen Kunstkritik im Städtischen Museum Wiesbaden und im Von der Heydt-Museum in Wuppertal.
- 2020: Wide Open. Seelenbilder – Seelenräume. Berlinische Galerie, Berlin.[7]